# Österreichisches Historisches Institut in Rom
Das Österreichische Historische Institut in Rom (italienisch Istituto storico austriaco a Roma) ist eine österreichische Forschungseinrichtung mit Sitz in Rom.

## Geschichte
Das Institut wurde 1881 auf Initiative von Theodor Sickel gegründet. 1935 wurde es in das Österreichische Kulturinstitut in Rom umgewandelt. Ende 1937 konnte dieses seinen Neubau nahe der Villa Giulia in der Viale Bruno Buozzi beziehen. Nach dem Anschluss Österreichs 1938 wurde das Institut vom Deutschen Historischen Institut in Rom übernommen. Erst im April 1950 konnte dann das Österreichische Kulturinstitut wiedereröffnet werden.
Anlässlich ihres 100. Geburtstags 1981 wurde die Historische Sektion wieder aus dem Kulturinstitut herausgelöst und unter dem Namen „Historisches Institut beim Österreichischen Kulturinstitut in Rom“ (Istituto Storico presso l’Istituto Austriaco di Cultura) wieder eigenständig. Dieses behielt seinen Sitz jedoch im Gebäude des Österreichischen Kulturinstituts, mit dem es sich auch die Bibliothek teilt.
Seit dem 1. Januar 2012 ist es Teil der Österreichischen Akademie der Wissenschaften.

## Veröffentlichungen (Auswahl)
Seit 1956/1957 gibt das Institut eine geschichtswissenschaftliche Zeitschrift heraus: Römische Historische Mitteilungen. Seit 1964 erscheint die Edition der päpstlichen Register, die während des Pontifikats Innocenz III. angelegt worden sind. 2018 ist Band 14 für das 14. Pontifikatsjahr 1211/1212 erschienen. Das dritte und das vierte Pontifikatsjahr und die Jahre bis 1216 liegen noch nicht vor. Veröffentlichungen von Reinhard Härtel gehören zu den Vorarbeiten zu einem Urkundenbuch des Patriarchats Aquileia, zuletzt 2017 gemeinsam mit Cesare Scalon Urkunden und Memorialquellen zur älteren Geschichte des Klosters Rosazzo, einer in Manzano gelegenen ehemaligen Abtei. Weitere Monographien sind der Neuzeit und der Zeitgeschichte gewidmet.

## Direktoren
- 1881–1901 Theodor von Sickel
- 1901–1915: Ludwig von Pastor
- 1929–1938: Ignaz Philipp Dengel
- 1956–1964: Leo Santifaller
- 1965–1967: Hermann Fillitz
- 1968–1981: Heinrich Schmidinger
- 1982–1999: Otto Kresten
- 1999–2013: Richard Bösel
- seit Dezember 2013: Andreas Gottsmann